# Cyathea latipinnula
Cyathea latipinnula är en ormbunkeart som beskrevs av Edwin Bingham Copeland. Cyathea latipinnula ingår i släktet Cyathea och familjen Cyatheaceae. Inga underarter finns listade.